# Ostrya virginiana
Ostrya virginiana (palo de hierro) es una especie de Ostrya nativa del este de América del Norte, se encuentra en la región oeste de Nueva Escocia hasta el sur de Manitoba y desde el este de Wyoming, hasta el norte de Florida y entre el suroeste  de Texas y el noreste de México.
Otros nombres conocidos para esta especie son palo de hoz oriental (hophornbeam oriental), Hardhack (en Nueva Inglaterra), palo de hierro y madera de cabo.

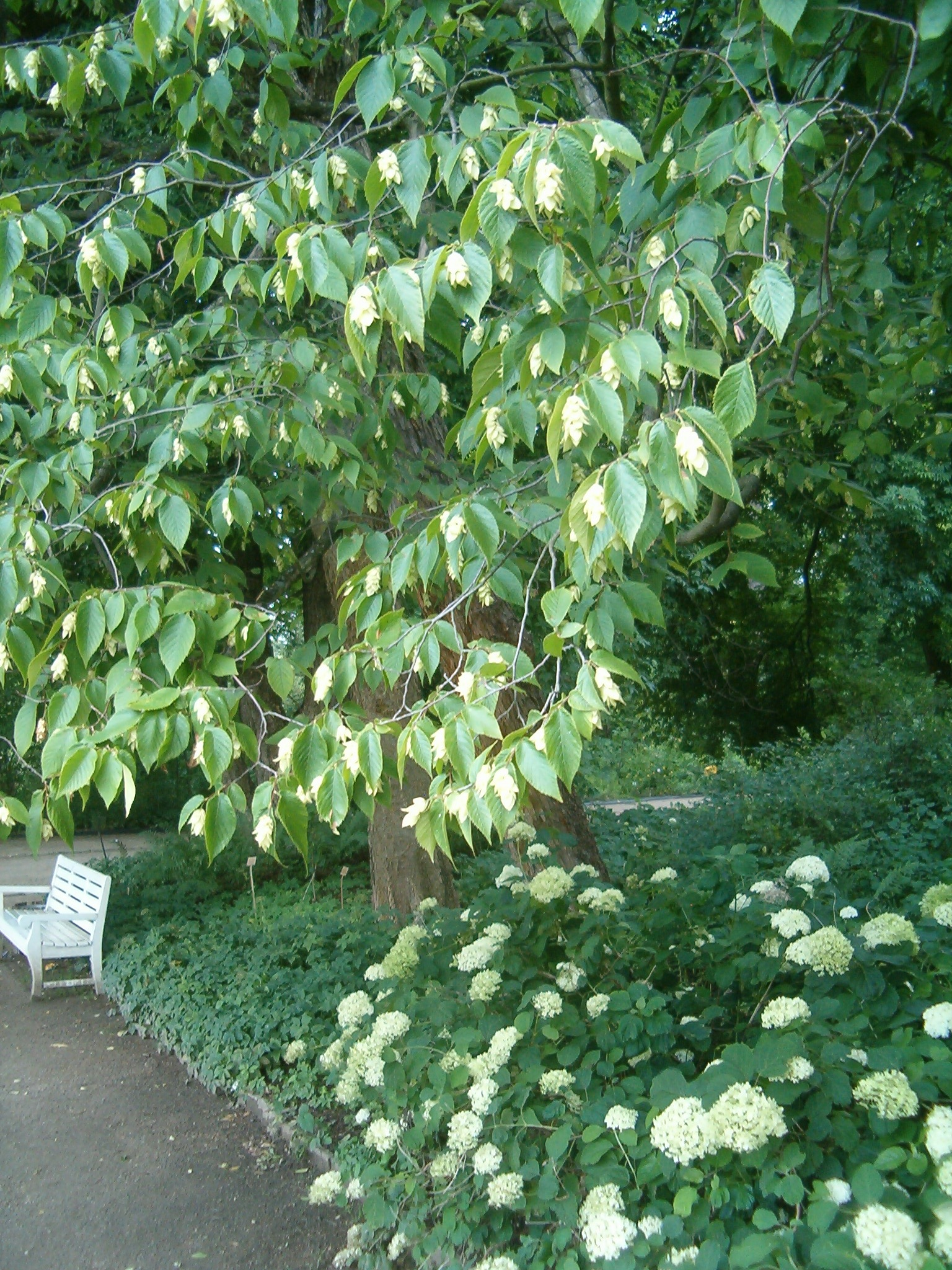
Vista del árbol

## Descripción
Se trata de un árbol caducifolio que vive en el sotobosque. Los ejemplares más desarrollados  llegan a los 18 metros de altura y el tronco mide entre 20 y 50 cm de diámetro. Su corteza es de color marrón o gris-marrón, con pequeñas placas descamadas. Las hojas son ovoide-agudas, de 5 a 13 cm de largo y 4 a 6 cm de ancho, con bordes finamente aserrados. Las flores son amentos que salen en primavera, al mismo tiempo que aparecen las hojas nuevas; las flores masculinas miden de 20 a 50 mm de largo, la femeninas de 8 a 15 mm de largo. El fruto es una pequeña nuez de 3 a 5 mm de largo completamente encerrado en una especie de capullo de papel blanco que mide entre 1 y 1,8 cm de largo, contando entre  10 y 30 frutos en cada amento.
Las poblaciones a lo largo de la costa atlántica tienen hojas ligeramente más pequeñas, y algunas veces son identificadas como especie O. virginiana variación lasia Fernald.
Los capullos y amentos son una fuente importante de alimento para las aves en invierno, en particular para la grévol engolado (Bonasa umbellus).
Se cultiva como árbol ornamental y se utiliza a veces como un árbol de calle.
Su madera es muy resistente y es muy valorada para hacer mangos de herramientas y   postes del cerco.

## Taxonomía
Ostrya virginiana fue descrito por (Mill.) K.Koch  y publicado en Dendrologie 2(2): 6–7. 1873.
Variedades
- Ostrya virginiana subsp. guatemalensis (H.J.P.Winkl.) A.E.Murray, Kalmia 13: 10 (1983).
- Ostrya virginiana subsp. virginiana.[4]

Sinonimia
- Carpinus virginiana Mill., Gard. Dict. ed. 8: 4 (1768). basónimo
- Zugilus virginica Raf., Fl. Ludov.: 159 (1817), nom. superfl.
- Ostrya italica subsp. virginiana (Mill.) H.J.P.Winkl. in H.G.A.Engler, Pflanzenr., IV, 61: 22 (1904).[4]